# Ringeklokke
En ringeklokke er en anordning til signalering i trafikken; ses hyppigt anvendt i forbindelse med cykling.
Farver, størrelser samt tonehøjde veksler fra anordning til anordning. Enkelte mere dyre modeller ses også med en flerklang, der, jf. producenterne, kan høres på lang afstand. Placeres på styret, så den er inde for cyklistens rækkevidde.
Jf. den danske lovgivning skal anordningen kunne høres på lang afstand med en høj, klar tone og jf. borger.dk må anordningen ikke erstattes af for eksempel et båthorn.